# János Teofil Fabini
Dans le nom hongrois Fabini János Teofil, le nom de famille précède le prénom, mais cet article utilise l’ordre habituel en français János Teofil Fabini, où le prénom précède le nom.
Pour les articles homonymes, voir Fabini.
János Teofil Fabini, né Johann Gottlieb Fabini le 5 juillet 1791 à Hásság en Transylvanie et mort le 30 novembre 1847 à Pest, est un ophtalmologue, un chirurgien et un professeur hongrois. Il est considéré comme l'un des fondateurs de l'école hongroise d'ophtalmologie.

## Biographie
Né dans une famille saxonne de Transylvanie, il est le fils de Márton Fabini (1749-1802), pasteur luthérien et de Johanna Jusztina Schmidt (1761-1839), fille d'un pasteur de Mediaș. Il commence ses études dans sa ville natale de (1799-1808) puis au lycée Báthory István de Kolozsvár (1808-1809). Il complète sa formation en sciences médicales et chirurgicales à l'université de Vienne de 1810 à 1815, année où il termine deuxième aux examens finaux. Il travaille ensuite comme ophtalmologue à l'hôpital public de Vienne et devient assistant du professeur Georg Joseph Beer. Reçut docteur en médecine en mai 1816, il est invité en 1817 à devenir enseignant d'ophtalmologie à l'université de Pest. En reconnaissance de ses mérites, il est anobli par le roi Ferdinand V en 1840 (Johann Gottlieb von Fabini en allemand), avec la dignité de conseiller du roi. Il est juge (táblabíró) du comitat de Pest en 1846. Il est membre du corps professoral de Vienne et de plusieurs sociétés savantes. Il est doyen de l'université de Pest (1838-1839) et recteur de 1845 à 1846. 
Il est le père du magistrat et homme politique Teofil Fabiny et le grand-oncle du général Ludwig von Fabini.

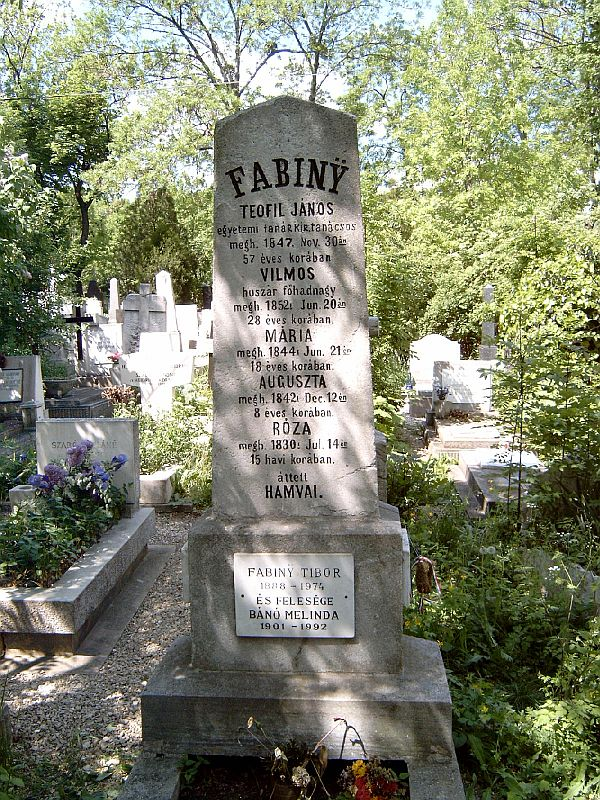
Caveau de la famille Fabini (ou Fabiny), cimetière de Farkasrét (57-6-2), Budapest.

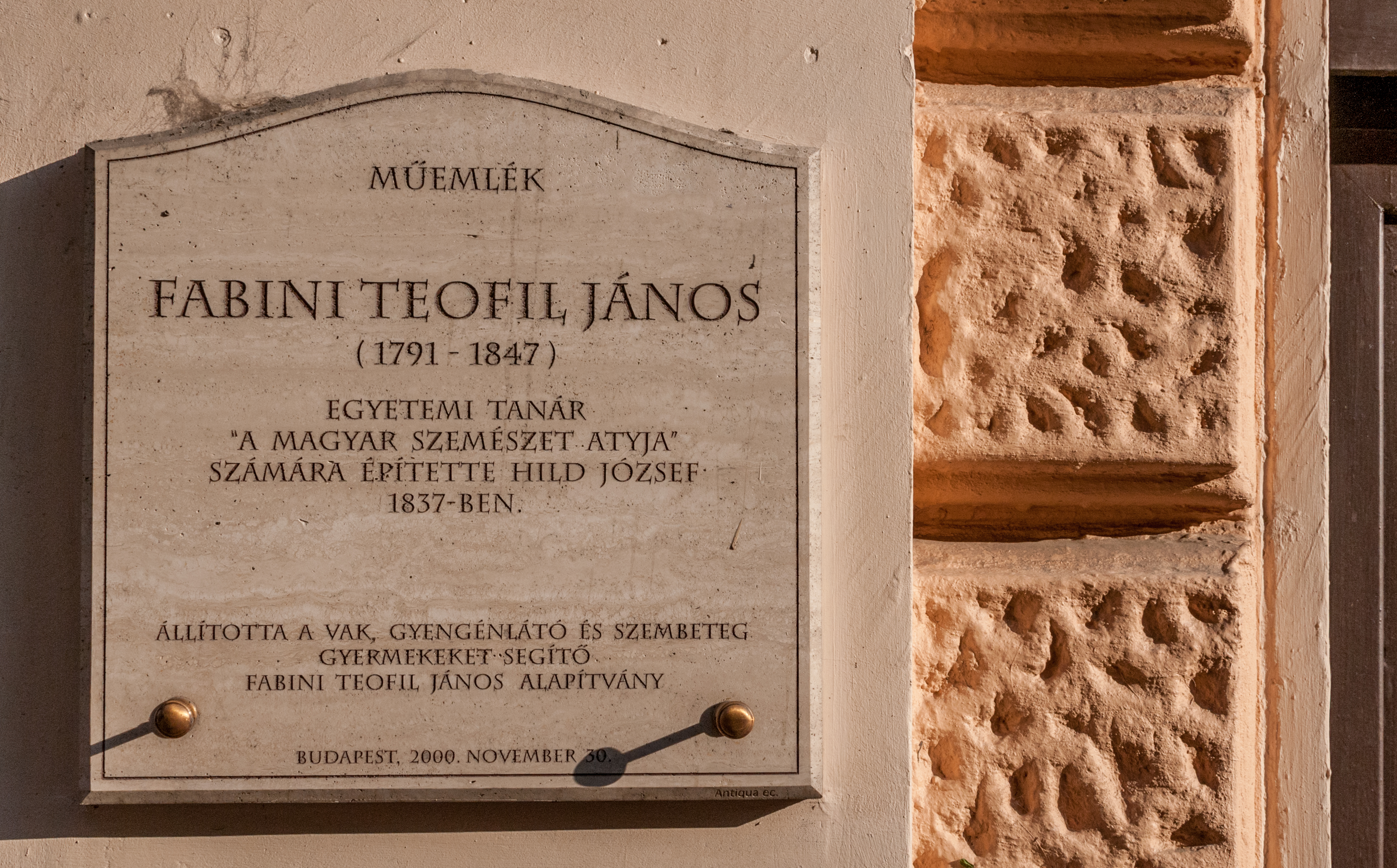
Plaque en hommage au professeur Fabini, Budapest

## Travaux
- Dissertatio inauguralis medica de Amaurosi. Vienne, 1816.
- Doctrina de morbis oculorum. In usum auditorum suorum. Pest, 1823. 2. kiadás. Pestini, 1831.; hongrois : Tanítmánya a szembetegségekről. traduit par János Vajnócz, Buda, 1837. Traduit en italien (Trévise, 1831); en allemand (Lipcse és Pest, 1831. 2. kiadás, Lipcse, 1835.) et en anglais ; ce travail a fait l'objet de conférences à l'université de Padoue et de Harlem.
- De praecipius corneae morbis. Prolusio academica qua diem 27. Junii 1830. cum regia universitas Hungarica Pesthiensis quinquagesimum instaurationis annum solenni ritu celebraret. Buda, 1830. (Ism. Orvosi Tár 1831. I.)
- Manuscrit: Ars oculistica.

Nombreux articles médicaux, notamment dans le Orvosi Tár (le premier « périodique médical » hongrois) et dans le Journal der Chirurgie (Berlin).

## Sources
- Szinnyei József : Magyar írók élete és munkái III. (Fa–Gwóth), Hornyánszky, Budapest, 1894
- Ágnes Kenyeres : Magyar életrajzi lexikon I. (A–K), Akadémiai, Budapest, 1967